# Frank Aholie
Coffie Franck Olsen Romaric Aholie (n. Chile, ) y es un futbolista chileno, que juega como delantero. Actualmente milita en Colchagua Club de Deportes de la Segunda División Profesional de Chile.

## Clubes
| Club               | País  | Año             |
| ------------------ | ----- | --------------- |
| Deportes Melipilla | Chile | 2013 - 2016     |
| Colchagua          | Chile | 2016 - Presente |

- Datos: Q15064483